# Орли
Орли (фр. Orlyn) град је у Француској у региону Ил де Франс, у департману Долина Марне. Од центра Париза је удаљен 12,7 km.
По подацима из 2010. године број становника у месту је био 21.312.

## Демографија
Пре 20. века насеље је било заправо село са испод 1000 становника. Нагли пораст становништва доживело је експанзијом Париза, нарочито после Другог светског рата. На следећем графикону је приказано кретање броја становника задњих деценија:
| 1962.  | 1968.  | 1975.  | 1982.  | 1990.  | 2006.  | 2011.  |
| ------ | ------ | ------ | ------ | ------ | ------ | ------ |
| 17.637 | 30.197 | 26.104 | 23.766 | 21.646 | 21.395 | 21.312 |

## Знаменитости
Као и већина насеља око Париза и ово место највише зависи од туризма у самом Паризу. Велики број туриста одседа у овом насељу због јефтинијег смештаја и добре повезаности са центром. Ипак и у самом насељу и околини има занимљививости које туристи радо посећују. У центру се налази црква Сен Жермен а у близини и два замка. Један од њих је Мелијеов замак који је био у власништву филмског ствараоца Жоржа Мелијеса.

## Саобраћај
Орли је најпознатији по аеродрому који се налази у овом насељу. С обзиром да је Париз једна од најзначајнијих туристичких дестинација, овај аеродром је веома популаран пре свега због великог броја летова low-cost компанија. Само насеље је са центром Париза повезано возом и то линијом Ц, РЕР-а.

## Партнерски градови
- Дробета-Турну Северин
- Поант а Питр
- Клин
- Кампи Бизенцио